# Palais Ehrbar

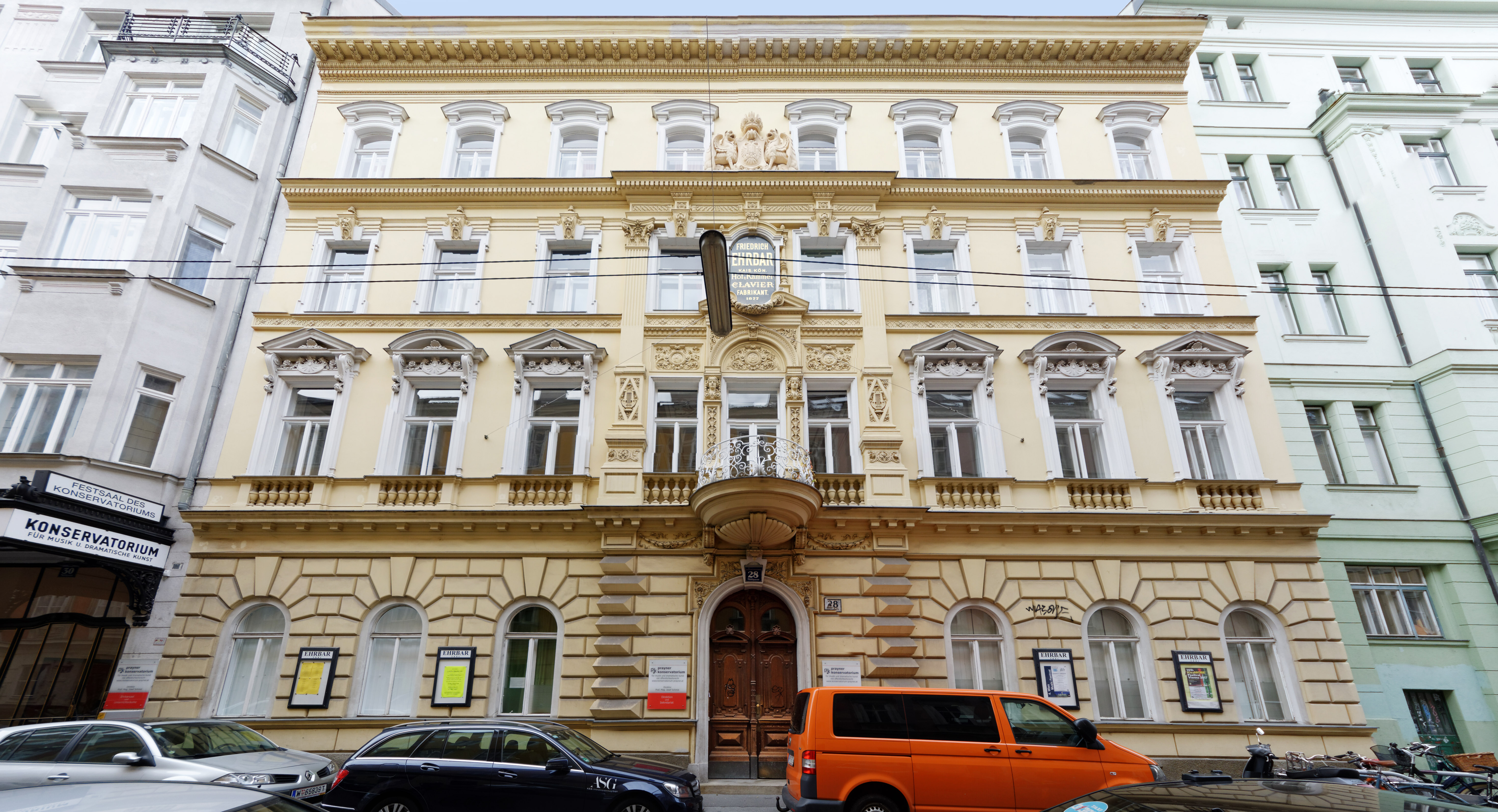
Palais Ehrbar Mühlgasse 28

Das Palais Ehrbar befindet sich im 4. Wiener Gemeindebezirk Wieden, Mühlgasse 28.

## Geschichte

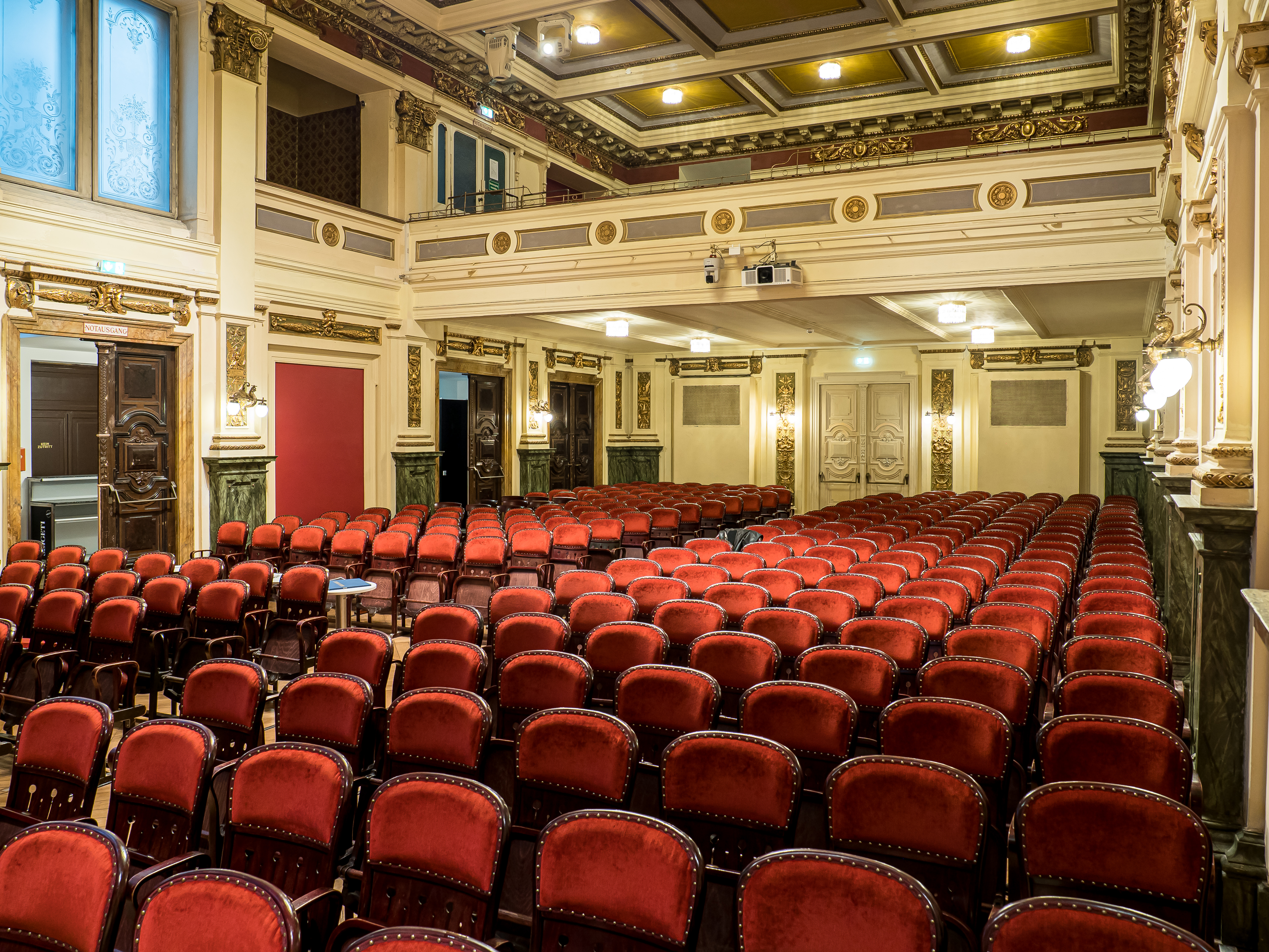
Ehrbar Saal

Das Palais Ehrbar wurde in den Jahren 1876/77 von Josef Weninger im strenghistoristischen Stil für den Klavierfabrikanten Friedrich Ehrbar errichtet. Bis 2020 befand sich im Palais das Prayner Konservatorium für Musik und dramatische Kunst. 2021 wurden die Räumlichkeiten vom Klavierhersteller C. Bechstein übernommen. Seit der aufwendigen Generalsanierung im gleichen Jahr findet im Ehrbar Saal ein eigenständiger, reger Konzertbetrieb statt, und die Übungsräume des Konservatoriums werden als Proberäume unter der Marke MusikQuartier vermietet.

## Beschreibung
Über einer gequaderten Sockelzone mit Rundbogenfenster erhebt sich eine reich mit Neorenaissancemotiven geschmückte Fassade. Ein flacher üppig verzierter Mittelrisalit wird seitlich von Pilastern mit korinthischen Kapitellen begrenzt. Über dem Rundbogenportal wird ein kreisbogenförmiger Balkon mit schönem Schmiedeeisengitter von Konsolen und einem Muschelmotiv getragen. Eine Widmungsinschriftentafel befindet sich unter dem durchgehenden Zahnschnittfries über dem ein von Greifen gehaltenes Wappen angebracht ist. Die Fenster haben abwechselnd Dreiecksgiebel oder Segmentbogengiebel mit stilisiertem Muscheldekor oder Putzrahmen mit Masken.
Das Palais umfasst auch das angrenzende Eckhaus Nr. 30 und 30a das von Ferdinand Berehinak errichtet wurde. Die Fassade ist durch mehrere über drei Geschoße durchgehende Erker und Putzfelder gegliedert. Die abgefaste Hausecke ist mit einem Pyramidendach mit Helm und halbrunden Giebeln akzentuiert.
Der zweigeschoßige große Konzertsaal, auch unter dem Namen Ehrbar-Saal bekannt, wurde von Julius Schrittwieser 1877 errichtet und ist durch korinthische Riesenpilaster und Kandelabersäulen gegliedert. Auf der Stirnseite zwischen Hermenpilaster befindet sich ein Portraitmedaillon von Kaiser Franz Josef. In diesem Konzertsaal konzertierten die verschiedensten Künstler u. a. Anton Rubinstein, Johannes Brahms, Anton Bruckner, Pietro Mascagni, Joseph Hellmesberger senior, Arnold Schönberg und Gustav Mahler.